# Coralie Bertrand
Coralie Bertrand (10 de abril de 1994) é uma jogadora de rugby sevens francesa.

## Carreira
Bertrand integrou a Seleção Francesa de Rugby Sevens Feminino nos Jogos Olímpicos de Verão de 2020 em Tóquio, quando conquistou a medalha de prata após confronto com a equipe neozelandesa na final.